# Géza Szőcs
Géza Szőcs (21. srpna 1953 Târgu Mureș – 5. listopadu 2020 Budapešť) byl rumunsko-maďarský spisovatel a politik.

## Životopis
Byl synem rumunsko-maďarského spisovatele Istvána Szőcse a studoval až do roku 1979 na univerzitě Babeş-Bolyai. Na návrh Andráse Sütő získal roku 1979-80 Herderovo stipendium na univerzitě ve Vídni.
Poté, co pracoval v literárním semináři univerzity Babeş-Bolyai, byl od roku 1986 do roku 1989 v politickém exilu ve Švýcarsku, kde působil v Ženevě jako novinář. V letech 1989 až 1990 stál v čele budapešťského Rádia Svobodná Evropa. Od roku 1989 spolupracuje s časopisem Magyar Napló.
Roku 1990 se vrátil do Kluže a angažoval se v Uniunea Democrată Maghiară din România, za které zasedal v letech 1990 až 1992 v rumunském Senátu. Od roku 1993 do roku 2010 byl v Maďarsku redaktorem časopisu A Dunánál.
V květnu 2010 ho Viktor Orbán jmenoval státním tajemníkem pro kulturu (do roku 2012). Od roku 2011 byl prezidentem maďarského PEN klubu.

## Dílo
- Te mentél át a vizen?, Kriterion, 1973
- Kilátótorony és környéke, Kriterion, 1977
- Párbaj, avagy a huszonharmadik hóhullás, Dacia, 1979
- A szélnek eresztett bábu, Magvető Könyvkiadó, 1986
- Az uniformis látogatása New York, Hungarian Human Rights Foundation, 1987
- Kitömött utcák, hegedűk, Literarische Briefe/Irodalmi levelek, 1988
- A sirálybőr cipő, Magvető, 1989
- Históriák a küszöb alól, Szépirodalmi Kiadó, 1990
- A vendégszerető avagy Szindbád Marienbadban, Szépirodalmi Könyvkiadó, 1992
- A kisbereki böszörmények, Erdélyi Híradó, 1995
- Ki cserélte el a népet?, Erdélyi Híradó, 1996
- Passió, Magvető Könyvkiadó, 1999
- Drámák, hangjátékok, Kortárs kiadó, 2002
- A magyar ember és a zombi, Kortárs Kiadó 2003. ISBN 9639297828
- Liberté 1956, aDunánál 2006. ISBN 973-7648-07-2
- Limpopo, Magvető 2007